# Fatou Holo Kaba
Pour les articles homonymes, voir kaba.
Fatou Holo Kaba est une femme politique guinéenne.
Le 22 janvier 2022, elle est nommée par décret conseillère au sein du Conseil national de la transition (CNT) de la république de Guinée en tant que représentante des organisations secteurs informels et métiers,.

## Parcours professionnel
Fatou Holo Kaba est nommée en janvier 2022 et fait partir de la délégation guinéenne présente à la 67e session de la commission des Nations unies sur la condition de la femme qui a lieu à New York du 6 au 17 mars 2023.